# Julien Louis Tavernier
Pour les articles homonymes, voir Tavernier.
Julien Louis Tavernier, né le 22 août 1879 à Paris où il est mort le 16 janvier 1939, est un peintre français.

## Biographie

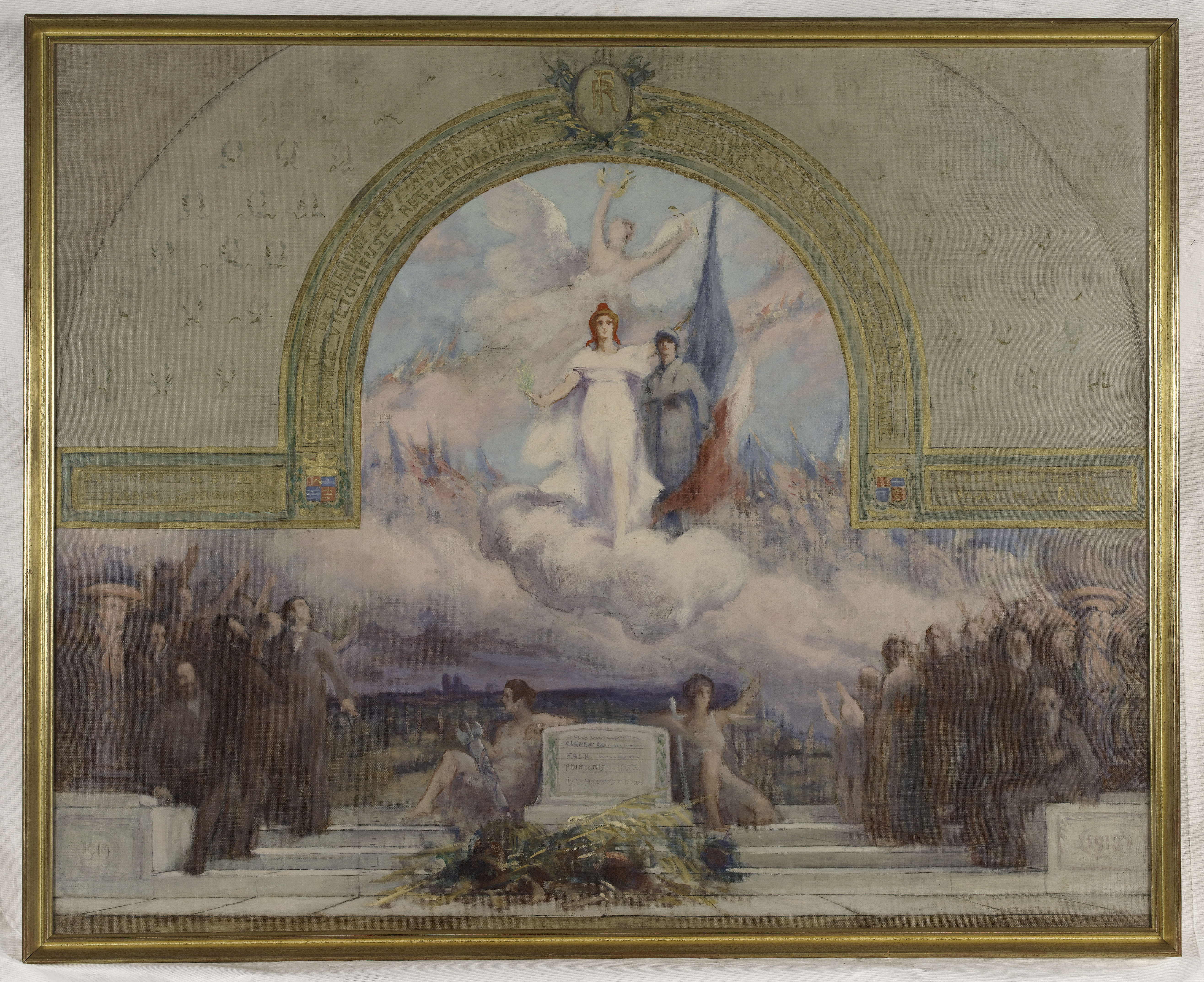
Julien Louis Tavernier, Esquisse pour la salle municipale de la rue Paul-Bert, Saint-Mandé, Allégorie aux morts de la première guerre mondiale.

Julien Louis Tavernier est le fils d'Alexandre Marie Tavernier, fabricant de tissus, et de Blanche Hornorine Hutinet.
Élève de Léon Bonnat, il expose au Salon à partir de 1908 et devient membre de la Société des artistes français.
En 1909, il obtient une médaille d'honneur, une médaille d'argent en 1925 accompagnée du prix Marie-Bashkirtseff. Il passe hors concours en 1928 et le prix de l'association des élèves de Bonnat lui est décerné en 1931.
Il meurt célibataire à son domicile de la rue Jouvenet à l'âge de 59 ans. Il est inhumé au cimetière du Père Lachaise.